# Авдеева, Ирина Вениаминовна
Ирина Вениаминовна Тарабанько (урожд. Авде́ева) (род. 29 апреля 1956) — советская пловчиха в ластах. Заслуженный мастер спорта СССР (1979).

## Карьера
Подводным спортом начала заниматься в клубе подводного спорта «СКАТ» при Томском государственном университете, где её тренировал А. Тырин.
На первом чемпионате мира стала чемпионкой в малой эстафетах и двукратной вице-чемпионкой на дистанциях 100 и 400 метров в акваланге.
Семнадцатикратный рекордсмен мира. Семикратный чемпион Европы 1972, 1975 гг. Чемпион Спартакиады народов СССР 1975, 1979 гг.